# Walter e Tandoori
Walter e Tandoori é uma série de desenho animado quebequense-reunônica que fala sobre a meio ambiente e ecologia e seus personagens principais são o humano Walter e seu frango de companhia Tandoori.

## Personagens

### Personagens principais
- Walter
- Tandoori